# Bernardo Pizzuto
Bernardo Pizzuto (, detto anche Bernardino; Aversa, ... – ...; fl. XVI secolo) è stato un pittore italiano originario della città di Aversa, attivo in Campania nella prima metà del XVI secolo, influenzato dalla pittura di Andrea Sabatini e di Marco Cardisco.

## Biografia
Nel 1544 risiedeva a Napoli, nel quartiere di Forcella, ed era membro della corporazione dei pittori.

## Opere
- Nel 1532 realizzò la tavola con San Donato in cattedra per la chiesa dell'Annunziata di Aversa (attualmente nel Museo Diocesano di Aversa).
- Della metà degli anni Quaranta del XVI secolo sono:  la pala con la Dormizione e Assunzione della Vergine nella cattedrale di Aversa; il Compianto su Cristo morto  nella chiesa di San Francesco a Sant’Agata de’ Goti; il polittico della chiesa di Gesù delle monache a Napoli.